# Нісі Даїґо
Нісі Даїґо (яп. 西 大伍, нар. 28 серпня 1987, Хоккайдо —) — японський футболіст, що грав на позиції захисника.

## Клубна кар'єра
Грав за команду Консадолє Саппоро, Альбірекс Ніїгата, Касіма Антлерс.

## Виступи за збірну
Дебютував 2011 року в офіційних матчах у складі національної збірної Японії. У формі головної команди країни зіграв 1 матч.

## Статистика
Статистика виступів у національній збірній.
| Збірна Японії | Збірна Японії | Збірна Японії |
| Роки          | Ігри          | голи          |
| ------------- | ------------- | ------------- |
| 2011          | 1             | 0             |
| Усього        | 1             | 0             |

## Титули і досягнення
- Чемпіон Японії (1):

«Касіма Антлерс»: 2016
- Володар Кубка Імператора (3):

«Касіма Антлерс»: 2016
«Віссел Кобе»: 2019
«Урава Ред Даймондс»: 2021
- Володар Кубка Джей-ліги (3):

«Касіма Антлерс»: 2011, 2012, 2015
- Володар Суперкубка Японії (2):

«Касіма Антлерс»: 2017
«Віссел Кобе»: 2020
- Володар Кубка банку Суруга (2):

«Касіма Антлерс»: 2012, 2013
- Переможець Ліги чемпіонів АФК (1):

«Касіма Антлерс»: 2018